# Big Black
Big Black est un groupe américain de rock indépendant, originaire d'Evanston, au nord de Chicago, dans l'Illinois. Actif entre 1981 et 1987, il était mené par le jeune Steve Albini, dont le chant malsain et provocateur attira beaucoup l'attention. La musique du groupe, synthèse de racines hardcore et de sonorités industrielle, eut une grande influence dans le développement du rock indépendant des années 1980.

## Historique

### Formation et débuts (1981–1982)
Au début des années 1980, Steve Albini décide d'arrêter ses études de journalisme et se consacre à la musique. Après avoir vainement tenté de former un groupe, il enregistre seul l'EP Lungs, avec les maigres moyens du bord sur un modeste quatre pistes échangé contre une caisse de bières, et le publie sous le nom de Big Black. Le disque présente une critique de l'Amérique contemporaine, en pleine phase de récession post-industrielle.

### Bulldozeret tournées (1983–1984)
Au début de 1983, Albini fait grâce à un ami commun la rencontre de Jeff Pezzati, chanteur du groupe Naked Raygun qu'il affectionnait particulièrement, et le persuade de jouer de la basse au sein de Big Black, ce qui donnera une nouvelle consistance au style musical du groupe. Pezzati se souvient qu'Albini « savait tellement comment sortir d'un album et surtout mettre un mot sur l'album », et qu'il « avait la chance de compter sur un groupe qui pouvait jouer exactement ce qu'il voulait. » Les deux s'entrainent dans la cave de Pezzati puis un jour, le guitariste de Naked Raygun, Santiago Durango, décidera de descendre et de jouer avec eux,. Il intègre alors durablement la formation et son jeu de guitare brutal devient un élément important dans la musique de Big Black.
Albini fait appel au petit label local Fever Records pour financer le prochain EP de Big Black, et recrute Pat Byrne de Urge Overkill pour jouer de la boite à rythmes pendant les sessions qu'il appelait « Roland » pour les crédits de l'album,. Albini réussit un style sonore clanky avec sa guitare. L'EP Bulldozer est enregistré avec l'ingénieur-son Iain Burgess, et publié en décembre 1983 en une centaine d'exemplaires,,. Le disque reçoit un accueil relativement bon de la presse musicale alternative. Malgré cela, Big Black ne se popularise que très peu dans leur ville natale de Chicago. Ils commencent à jouer hors de l'Illinois, comme à Madison, Minneapolis, Détroit, et Muncie, amenant avec eux leur matériel en voiture, et en dormant sur le palier des gens. Albini s'occupait seul de la partie logistique du groupe, des répétitions, du booking, et des tournées. Avec une réputation qui s’accroît au fil des petites tournées, il réussit à obtenir des dates sur la côte Est comme à Washington, D.C., Boston et au Danceteria de New York, suivies par une tournée européenne qui est bien accueillie par la presse au Royaume-Uni.

### Racer XetAtomizer(1985–1987)

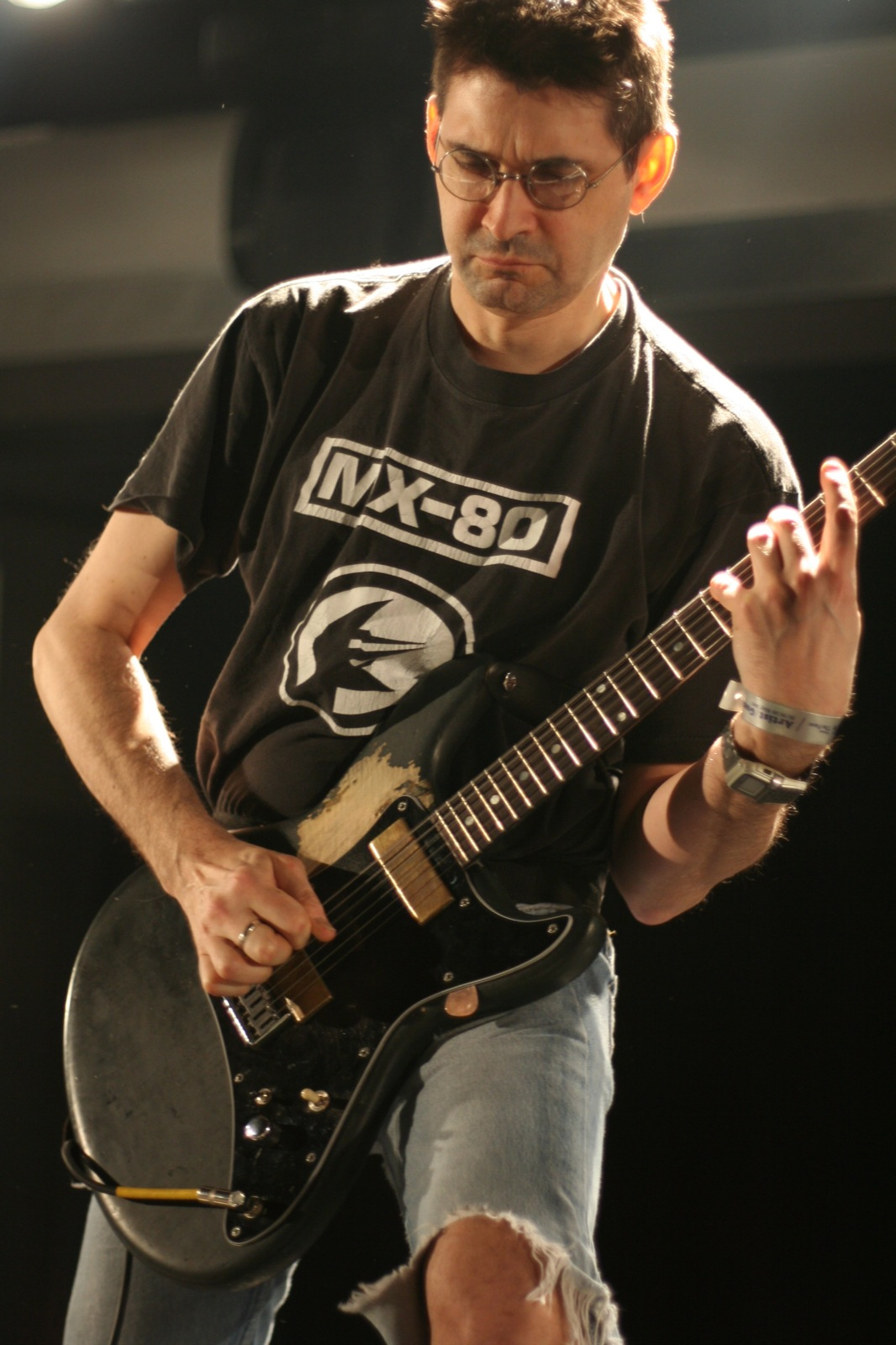
Steve Albini, ici en concert avec Shellac en 2007.

Pezzati quitte le groupe pour se consacrer à Naked Raygun, il est remplacé par Dave Riley, un jeune musicien expérimenté (il a notamment travaillé à Détroit en tant qu'assistant ingénieur aux côtés de George Clinton) qui apporte une touche de maturité dans les productions du groupe. Après la signature d'un contrat avec Homestead Records, le troisième EP, Racer-X, sorti en 1984 vient affirmer le style caractéristique du groupe, avec ses sonorités froides et cauchemardesques.
En 1986, le groupe sort son premier album, intitulé Atomizer, qui connaît pour la première fois un retentissement national. Atomizer permet au groupe de se populariser à l'international et devient un succès underground, surpassant de loin les attentes du groupe, et se vend à 3 000 exemplaires peu après sa sortie,. Big Black signe un contrat de distribution européen pour leurs albums avec Blast First, un label recommandé à Albini par Sonic Youth, et est chaleureusement accueilli lors de sa tournée en 1986.
Le groupe publie en 1987 plusieurs compilations des premiers disques (The Hammer Party et The Rich Man's Eight Track Tape), un nouvel EP (Headache) et un live (Sound of Impact). La compilation The Hammer Party, qui mêle Lungs et Bulldozer, est publiée chez Homestead Records en 1986, mais plus tard dans l'année, Big Black perd son contrat avec le label et son distributeur, Dutch East India Trading,,. Selon Albini, les pratiques de Dutch East India « étaient toujours à chier. Ils donnaient toujours des excuses bidons pour ne pas nous payer, ou nous envoyaient un chèque sans signature. » Homestead demandera ensuite 5 000 exemplaires du single Il Duce pour une distribution libre aux chaines de radio. Le groupe accepte à la condition qu'il ne soit pas offert à la vente, depuis que la chanson a été publiée comme single en 1985. Quelques semaines après la sortie du single, Albini commence à vendre quelques exemplaires hors de Chicago. Il découvre par la suite que le single était vendu aux États-Unis et hors du pays comme « objet de collection ». Même si Homestead clame n'avoir vendu aucun exemplaire, Albini téléphonera à l'un des vendeurs du label qui lui affirmera que le single était vendu hors de Chicago. De ce fait, Albini et Big Black coupent les ponts avec Homestead et Dutch East India,. Même si le groupe reçoit des contrats lucratifs de la part des majors, ils décident de rester indépendant et de signer avec Touch and Go Records, Albini ayant de bonnes relations avec son dirigeant Corey Rusk,,.

### Séparation (1987)
En raison de tensions dans le groupe, dont les membres commencent à éprouver des difficultés à travailler ensemble, celui-ci cesse ses activités la même année après l'enregistrement d'un nouvel album, Songs About Fucking, qui reste dans la lignée des précédents. Songs About Fucking devient leur plus gros succès, et est pressé à 8 000 exemplaires, Mark Deming d'AllMusic le considère comme un « chef-d'œuvre scabreux », tandis que son collègue Andy Kellman le félicite,.

### Post-séparation
Santiago Durango décide de reprendre ses études de sciences politiques. Il sortira par la suite deux EP sous le nom d'Arsenal, collaborant sur le second avec un membre de son ancien groupe Naked Raygun. Albini entame sa carrière de producteur, il formera Rapeman l'année suivante.
Le 9 septembre 2006, Albini et Durango se réunissent avec la formation originale qui comprend le bassiste Jeff Pezzati pour un concert de réunion des Big Black au festival Touch and Go's 25th Anniversary,. Les dates d'Albini avec Shellac ne lui permettent pas de répéter à plein temps avec le groupe, et joue donc quatre morceaux de courte durée : Cables, Dead Billy, Pigeon Kill, et Racer-X,. Albini explique que cette performance n'est pas un retour de longue durée des Big Black.

## Style musical et influences
La musique de Big Black est d’une agressivité extrême, autant par le son des instruments que par le chant. Selon Michael Azerrad, « personne n'avait fait de disques au son aussi dur. Pas la peine de se demander pourquoi l'un de leurs albums s'appelle Headache [mal de tête] ». La boîte à rythmes donne une trame hypnotique et linéaire, tandis que la guitare délivre un son très aigu et métallique, évoquant celui d'une grande scie circulaire. Les textes, peintures au scalpel des atrocités de notre temps (racisme, viols, meurtres), sont énoncés d’une voix froide et dogmatique, chargée d'une rage destructrice à certains moments.
Le succès commercial du groupe est limité mais sa boîte à rythmes brutale et sa guitare stridente eurent une large influence, spécialement dans le courant du rock industriel américain, dont il constitue un élément fondateur. Albini était en effet à l'écoute de la musique industrielle européenne, dont Big Black est en quelque sorte l’aboutissement dans la lignée bruitiste. Big Black a souvent été considéré comme un groupe de noise rock mais les membres ont toujours présenté le groupe comme catégoriquement punk rock ; dans les notes de  Pigpile, un enregistrement de leur dernier concert, à Londres, Albini décrit explicitement Big Black comme punk.
Le groupe (version Albini/Durango/Pezzati) s'est réuni à l'occasion de la célébration du 25e anniversaire de Touch and Go Records.

## Discographie

### Albums studio
- 1986 : Atomizer (Homestead Records)
- 1987 : Songs About Fucking (Touch and Go)

### Albums live
- 1987 : Sound of Impact (Blast First)
- 1992 : Pigpile (Touch and Go)

### Compilations
- The Hammer Party (Homestead)
- The Rich Man's Eight Track Tape (Touch and Go)

### EP
- Lungs (Ruthless)
- Bulldozer (Ruthless)
- Racer-X (Homestead)
- Big Money (promotionnel) (Homestead)
- Headache (Touch and Go)

### Vidéo
- Pigpile (Touch and Go, 1992)